# كريبانط عريض الأوراق
كريبانط عريض الأوراق (الاسم العلمي:Cryptanthus latifolius) هو نوع من النباتات يتبع جنس الكريبانط من الفصيلة البروميلية.